# Roman Czepe
Roman Czepe (ur. 15 grudnia 1956 w Ełku) – polski polityk, samorządowiec, poeta i publicysta, poseł na Sejm V kadencji (2005–2006), w latach 1990–1994 i 2006–2010 burmistrz Łap.

## Życiorys
Syn Eryka i Łucji. Ukończył studia teologiczne w Instytucie Teologicznym w Częstochowie, uzyskał dyplom na Papieskiej Akademii Teologicznej w Krakowie. Ukończył także podyplomowe studia w zakresie samorządu terytorialnego i rozwoju lokalnego na Uniwersytecie Warszawskim.
W latach 80. prowadził działalność opozycyjną. Od 1980 działał w NSZZ „Solidarność”. Od 1990 do 1994 był burmistrzem miasta i gminy Łapy. W latach 1998–2005 zasiadał w radzie miejskiej w Łapach. Od 2000 do 2002 kierował biurem poselskim Krzysztofa Jurgiela w Białymstoku.
Od 1990 członek Porozumienia Centrum. Po rozłamie w PC zasiadał w zarządzie wojewódzkim Porozumienia Polskich Chrześcijańskich Demokratów na Podlasiu (jako rzecznik prasowy), potem przystąpił do Prawa i Sprawiedliwości. W latach 2004–2005 pracował w gabinecie prezydenta Warszawy Lecha Kaczyńskiego. W latach 2004–2005 był sekretarzem rady programowej Radia Białystok. Działacz Klubów Inteligencji Katolickiej w Warszawie (od 1978) i w Białymstoku (od 2008 jako prezes KIK w Białymstoku), a także ruchu abstynenckiego. W latach 2001–2012 był członkiem Wspólnoty Polskiej. W 2007 został członkiem rady programowej TVP3 Białystok, w 2017 powołany na jej przewodniczącego.
W wyborach parlamentarnych w 2005 został wybrany z listy Prawa i Sprawiedliwości w okręgu białostockim do Sejmu V kadencji (kandydując z ostatniego miejsca). W drugiej turze wyborów samorządowych w 2006 został ponownie wybrany na stanowisko burmistrza Łap, otrzymując 75,16% głosów, w związku z czym utracił mandat poselski. W wyborach w 2010 nie uzyskał reelekcji, przegrywając w pierwszej turze. Został wybrany do rady miejskiej. W wyborach parlamentarnych w 2011 i 2019 był ponownie kandydatem do Sejmu, nie uzyskując mandatu. Od 2015 do 2018 pełnił funkcję doradcy wojewody podlaskiego Bohdana Paszkowskiego.
W 2014 wszedł w skład rady powiatu białostockiego, utrzymując mandat również w 2018 i 2024. W listopadzie 2018 i maju 2024 był wybierany na urząd wicestarosty.

## Twórczość
Jako poeta i publicysta debiutował w latach 70., wydał trzy zbiory poezji. W 1998 otrzymał Nagrodę Literacką Prezydenta Miasta Białegostoku im. Wiesława Kazaneckiego za twórczość literacką. W 2012 został jednym z czterech laureatów III miejsca w konkursie IPN na dzienniki i wspomnienia z lat 80. za pozycję Kronika ze stanem wojennym w tle.
Roman Czepe jest także autorem publikacji:
- W przerwach i podczas próby, Związek Literatów Polskich Oddział w Białymstoku, Białystok 1997, ISBN 83-86620-65-X,
- Vincent – mój brat, Oficyna Wydawnicza MAZD, Białystok 1997, ISBN 83-86620-12-9,
- Powrót z końca świata, Wydawnictwo PRYZMAT, Białystok 2002, ISBN 83-88097-32-6.

## Odznaczenia i wyróżnienia
- Złoty Krzyż Zasługi (2021)[17]
- Srebrny Krzyż Zasługi (2015)[18]
- Odznaka Honorowa Sybiraka (2011)